# 王永傑
王永傑（1994年7月7日—，遊戲代號 : GodJJ）高雄小港人，臺灣男性遊戲實況主，曾經為《英雄聯盟》電子競技職業選手，過往效力於台北暗殺星、台北狙擊者、Hong Kong Esports、Legend Dragon等職業戰隊，擔任位置AD Carry，於2013年亞洲室內暨武藝運動會《英雄聯盟》項目獲得銅牌。目前為鍇睿國際旗下實況主。在英雄聯盟Season 2期間於台港澳伺服器、北美伺服器曾達天梯榜上第一。

## 大事記
- 2012年10月20日 與上路選手呂仲達（Zonda）一同加入台北暗殺星電子競技戰隊。[1]

- 2013年1月3日 轉入新成立的台北狙擊者戰隊。[2]

- 2013年4月，英雄聯盟代理商台灣競舞娛樂發布加重懲處代打遊戲之玩家，包括GodJJ在內的多名職業選手因過往有代打紀錄而受到懲處。[3]

- 2013年6月29日，GodJJ隨台北狙擊者戰隊以中華民國國手身份，出席出戰於韓國仁川所舉辦的亞洲室內暨武藝運動會，獲得英雄聯盟項目銅牌。[4]

- 2014年10月，台北狙擊者在S4賽季結束後，為公司交易至Ahq e-Sports Club，個人則轉入HKEsports。

- 2015年5月， 在HKE原定位由정수빈（Raison）取代先發。

- 2015年11月，GodJJ宣布轉入Legend Dragon。[5]

- 2016年10月，GodJJ加入魔競娛樂，成為專職遊戲實況主。

- 2017年8月，GodJJ與曾奪得S2世界冠軍的 Toyz、Lilballz、MiSTakE 以及 Stanley 組成台港澳隊，參與在香港電競音樂節舉辦的「《英雄聯盟》王者回歸世界邀請賽」。在四強賽中打敗歐洲隊，進入決賽；但在決賽中不敵由前WE隊員組成的中國隊，獲得亞軍。[6]

- 2023年11月13日，GodJJ宣布加入HPS地獄豬戰隊，再度成為職業選手。[7]

- 2024年3月6日，GodJJ離開HPS地獄豬戰隊，經營Twitch實況，成為手機遊戲實況主。[8]

## 外部連結
- 王永傑的Facebook專頁
- YouTube上的王永傑頻道
- 接接的Twitch频道
- GODJJ的職業生涯資料 （页面存档备份，存于）